# Agromyza virginiensis
Agromyza virginiensis är en tvåvingeart som beskrevs av Spencer 1977. Agromyza virginiensis ingår i släktet Agromyza och familjen minerarflugor.
Artens utbredningsområde är Virginia. Inga underarter finns listade i Catalogue of Life.